# Stazione di Rolandseck
La stazione di Rolandseck è una fermata ferroviaria posta sulla linea detta "Linke Rheinstrecke". La fermata serve la località di Rolandseck, frazione della città di Remagen.

## Storia
È stata costruita negli anni 1856-1858. Da un punto di vista architettonico e artistico si tratta di uno degli edifici più significativi dell'architettura renana, ma anche di una delle prime costruzioni delle ferrovie tedesche. È la stazione della sponda sinistra del Reno più a nord della regione Renania-Palatinato. Dal 29 settembre del 2007 è anche parte integrante del museo Arp Museum Bahnhof Rolandseck.